# Walfang

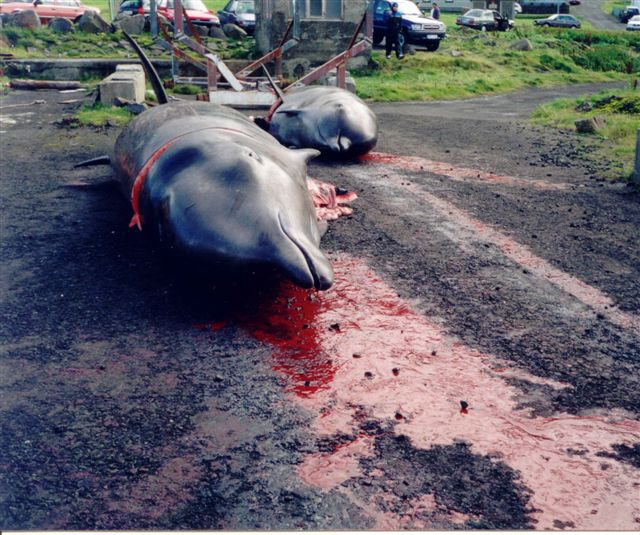
Getötete Entenwale auf den Färöern

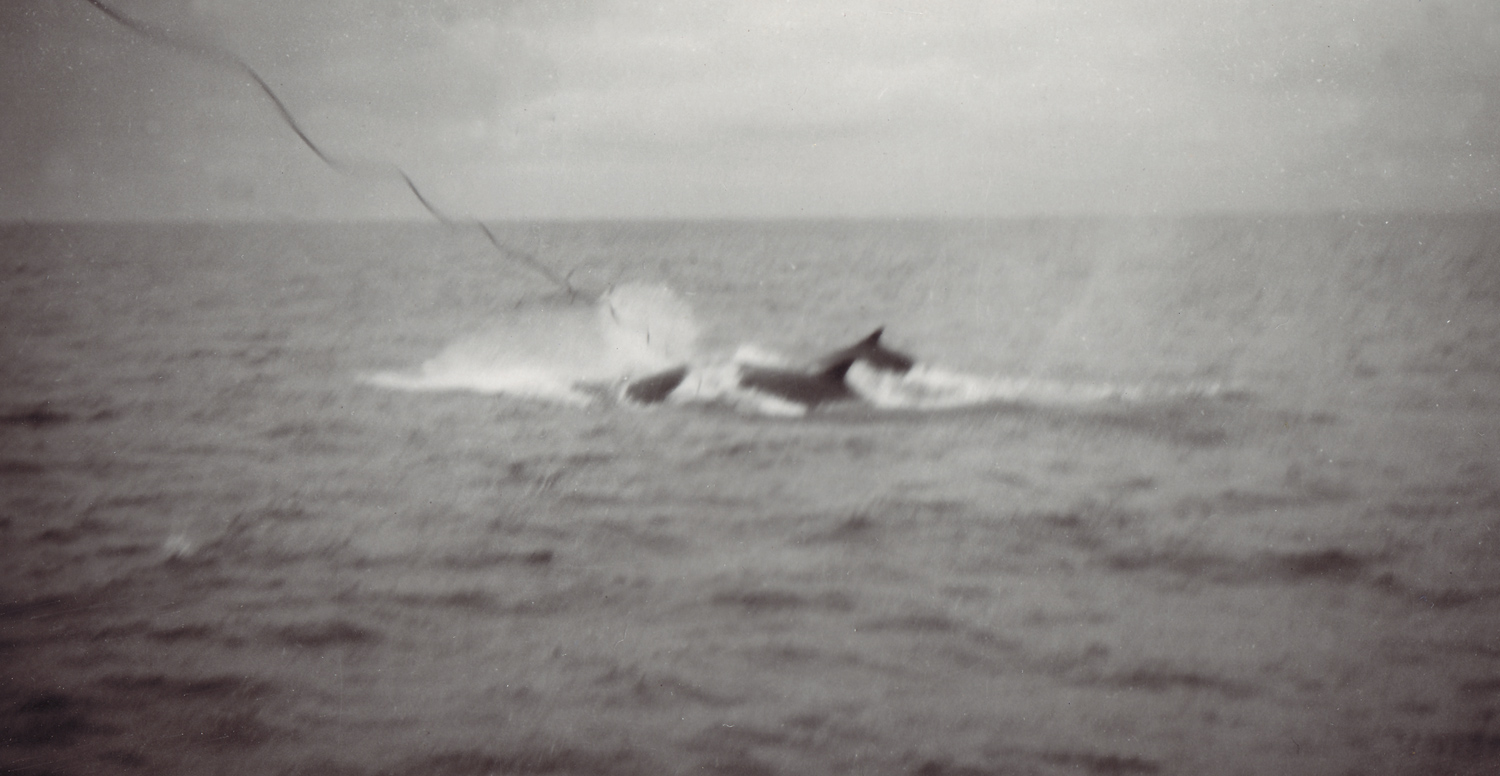
Harpunierung

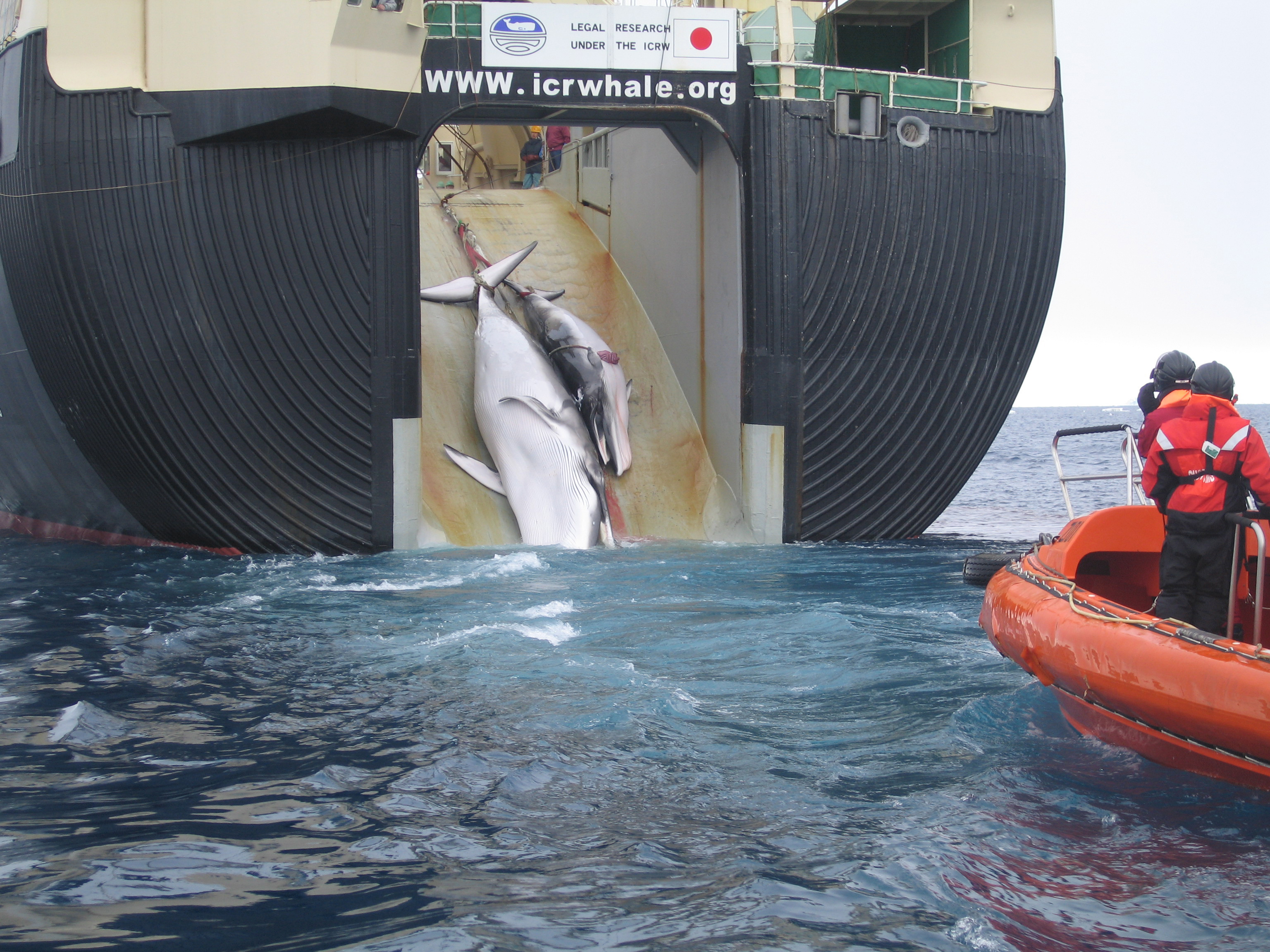
Die Nisshin Maru des Japanischen Walforschungsinstitut Institute of Cetacean Research zieht 2008 ein getötetes Muttertier mit etwa einjährigem Jungtier an Bord

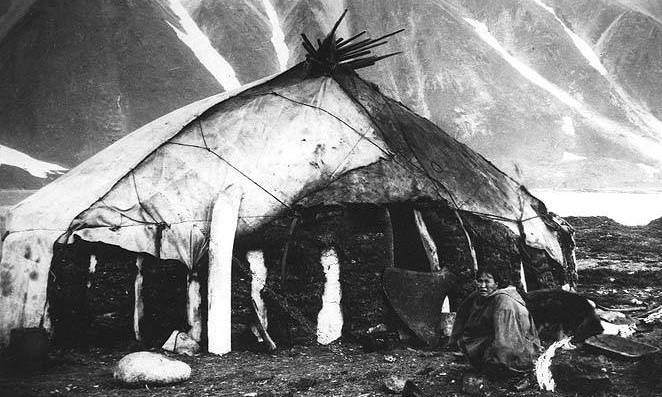
Indigene Völker, wie die Eskimos machten bereits vor Beginn des kommerziellen Walfangs traditionell Jagd auf Wale und nutzten sämtliche Bestandteile ihrer Beutetiere. Eine 1899 aus Walknochen gebaute Hütte.

Walfang ist die Jagd auf Wale, meist von Schiffen aus, die als Walfänger bezeichnet wurden. Walfleisch wurde gegessen, z. B. als Grindadráp auf den Färöer-Inseln. In den Anfangszeiten stand vor allem die Gewinnung von Tran im Mittelpunkt, der als Brennstoff und industrieller Rohstoff diente.
Industrieller Walfang ließ bis Ende der 1980er Jahre die Bestände großer Wale dramatisch schrumpfen. Viele Arten waren oder sind vom Aussterben bedroht.
Wale gelten wegen ihrer großen Gehirne und ihres komplexen Sozialverhaltens als besonders intelligente Tiere. Vor diesem Hintergrund ist der Walfang international umstritten. Er wird heute nur noch von wenigen Ländern betrieben.
Zahlreiche Länder traten mittlerweile dem Internationalen Übereinkommen zur Regelung des Walfangs bei, einem völkerrechtlichen Vertrag der bereits 1946 initiiert wurde. Deutschland trat 1982 bei.

## Geschichte

Durch Walfang getötete Wale (Quelle: OWID)

Die Jagd auf Wale erreichte in den Jahren zwischen 1860 und 1986 ihren Höhepunkt – zwischen 1945 und dem Ende der 1970er Jahre war die Anzahl der getöteten Tiere pro Jahr am höchsten (siehe Grafik). In dieser Zeit wurde die Walpopulation so stark reduziert, dass sich die Auswirkungen auf das gesamte Ökosystem Meer noch immer nachweisen lassen. Durch die Bejagung ging nicht nur der Bestand der Wale um 90 bis 95 Prozent zurück, sondern auch die Verfügbarkeit von Walstürzen und Walkot, die zahlreichen Spezies als Nahrungsgrundlage dienen, nahm rapide ab.

### Vorgeschichte
Felszeichnungen und Knochenfunde im Süden der Koreanischen Halbinsel Bangu-Dae (in der Nähe von Ulsan) belegen, dass schon vor 7000 Jahren Wale gejagt wurden. Bei einer Ausgrabung auf der Tschuktschen-Halbinsel wurde ein 3000 Jahre altes Stück Walross-Elfenbein mit der Darstellung einer Waljagd gefunden sowie Überreste mehrerer Wale sowie Steinklingen, die möglicherweise für das Erlegen der Tiere genutzt wurden.
Höhlenmalereien in Skandinavien belegen eine jahrtausendealte Praxis des Walfangs in Europa.
Auch die Eskimos im nördlichen Polargebiet jagen traditionell Wale, etwa mit aus Kajaks geworfenen Speeren.

### Antike
In römerzeitlichen Siedlungen beiderseits der Straße von Gibraltar und in anderen Regionen am Mittelmeer gefundene Walknochen zeigen, dass Wale hier vor 2000 Jahren genutzt wurden. Es handelte sich dabei vor allem um den Nordkaper und den heute ausgestorbenen atlantischen Grauwal, die zum Kalben wahrscheinlich ins Mittelmeer schwammen. Außerdem wurden Knochen von Grindwal, Finnwal, Pottwal und des Cuvier-Schnabelwals gefunden.

### Mittelalter

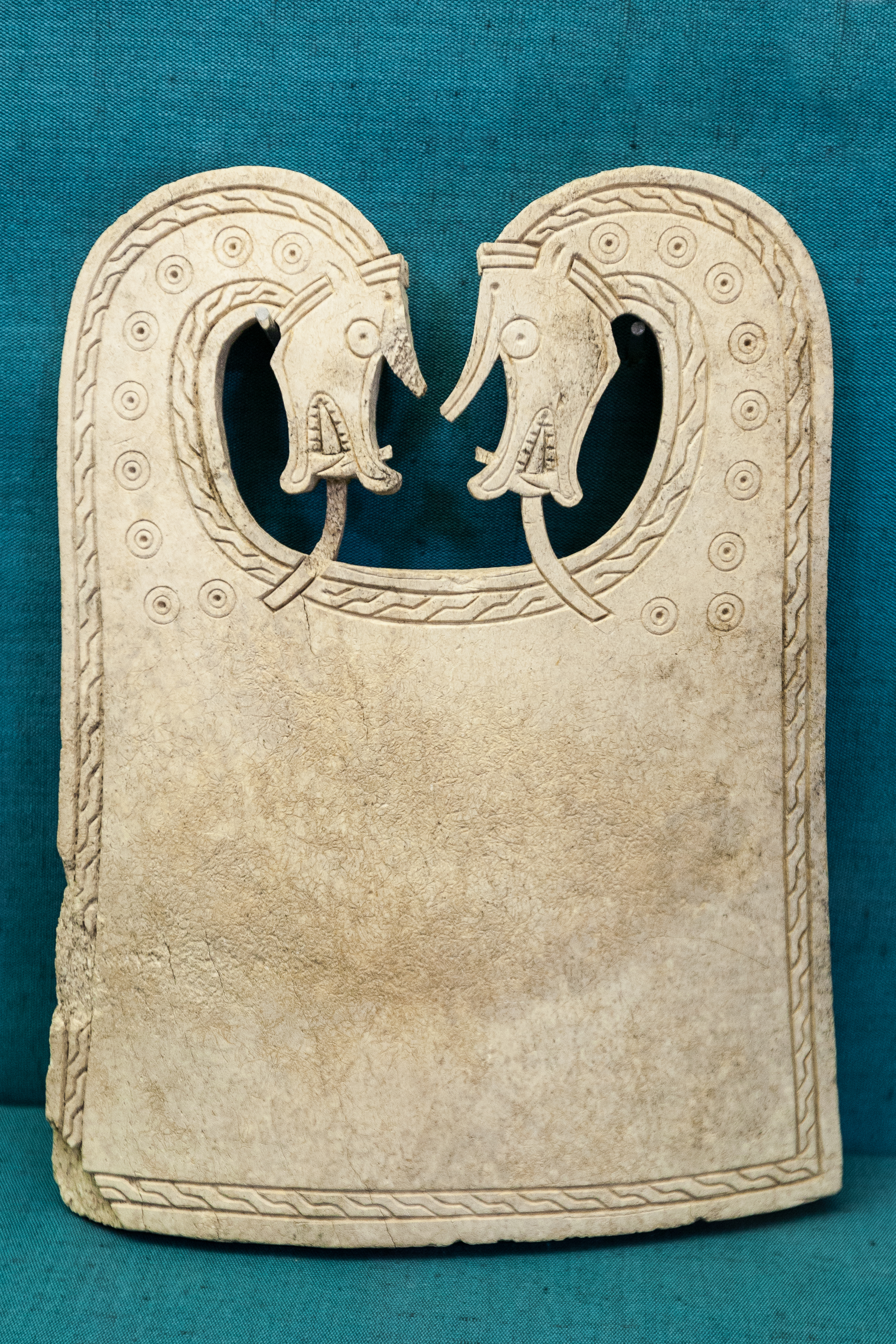
Wikingerzeitliches Bügelbrett aus Walknochen aus dem Bootsgrab von Scar

Während der Wikingerzeit, war es üblich, gestrandete oder verletzte Tiere zu töten und zu verwerten. Die Wikinger trieben Wale mit Booten und Harpunen ins Flachwasser, um sie dort zu erlegen. Sämtliche Teile wurden verwendet; das Fleisch wurde getrocknet oder durch Räuchern haltbar gemacht, der Tran wurde ausgekocht zu Brennstoff und Lampenöl verarbeitet und aus der Haut wurden Seile gedreht. Manche Knochen wurden zu Gebrauchsgegenständen wie Schalen, Messergriffen, Spielfiguren und Haarnadeln verarbeitet. Die Zähne von Zahnwalen wurden zu Werkzeuggriffen und Schmuck verarbeitet, die Barten der Bartenwale unter anderem zu Körben.
Im 12. Jahrhundert bejagten die Basken den kleinen Grindwal und den Atlantischen Nordkaper so intensiv, dass der Nordkaper in ihrer Region ausstarb.

### Neuzeit
Als 1596 Willem Barents und 1610 Jonas Poole – auf der Suche nach der Nordost-Passage nördlich von Sibirien – bei Spitzbergen ein reiches Vorkommen an Grönlandwalen feststellten, begannen 1611 Engländer und 1612 Niederländer eine umfangreiche Jagd auf Wale, der sich 1644 deutsche Schiffe aus Hamburg und Altona und 1650 die englischen Kolonisten in Nordamerika anschlossen.
Der Tran des Wals war ein wichtiger Rohstoff für künstliche Beleuchtung. Daneben wurden aus ihm Seifen, Salben, Suppen, Farben, Gelatine oder Speisefette (z. B. Margarine) sowie Schuh- und Lederpflegemittel produziert. Walöl war ursprünglich nötig, um Nitroglycerin herzustellen.
Noch nach dem Ersten Weltkrieg meinte die britische Armeeführung: „Ohne das Walöl wäre die Regierung nicht in der Lage gewesen, sowohl die Ernährungsschlacht als auch die Munitionsschlacht zu schlagen.“

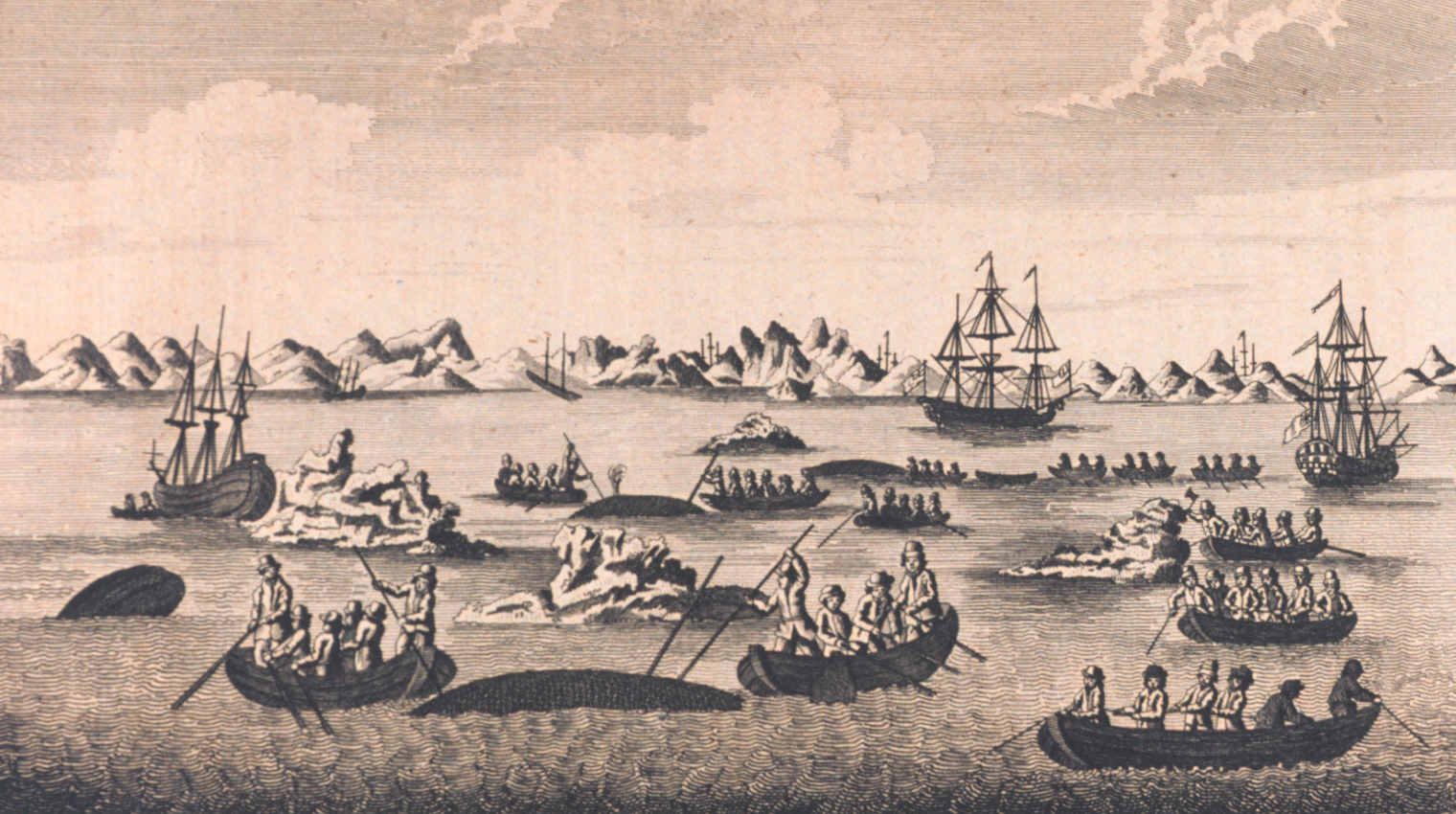
Walfang im 18. Jahrhundert; Illustration zu einem Reisebericht über James Cooks Fahrten

Der Pottwal wurde wegen des Walrats im 19. Jahrhundert besonders von amerikanischen Walfängern aus Nantucket gejagt und dezimiert. Der Walrat eignet sich zur Herstellung von besonders hell brennenden Kerzen, Kosmetika und als Schmiermittel. Aus den Barten der Bartenwale, bevorzugt des Blauwals, wurde vom 17. Jahrhundert an Fischbein hergestellt, bis im 20. Jahrhundert steife, aber elastische Kunststoffe (z. B. Nylon) sowie leichte Federedelstähle den tierischen Werkstoff ersetzten.
Anfangs jagte man den Wal mit kleinen Ruderbooten, die sechs bis acht Mann Besatzung hatten, und erlegte ihn mit Handharpunen und Lanzen. Der Wal wurde dann längsseits des Walfangschiffes geschleppt und dort abgespeckt („flensen“). Alles Übrige überließ man den Möwen und Raubfischen.

Es wurden auch Jungtiere harpuniert, um die Alttiere anzulocken

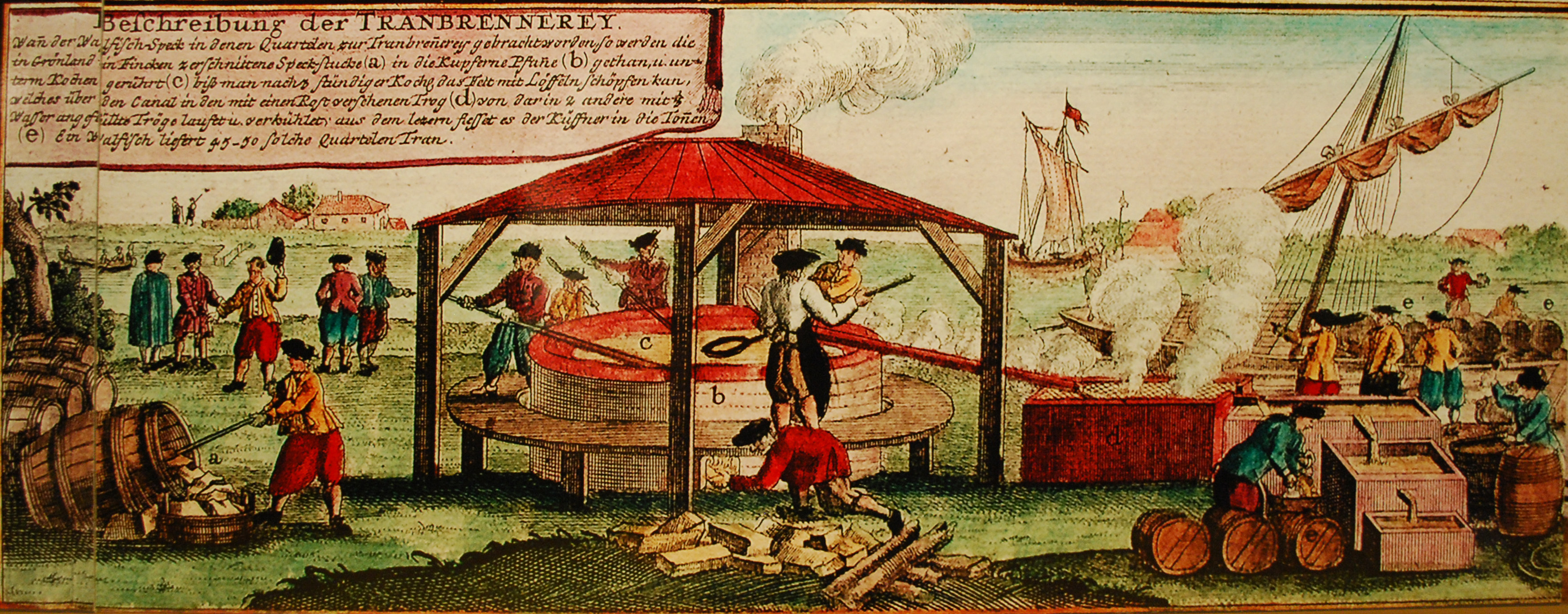
Eine Tranbrennerei im 18. Jahrhundert

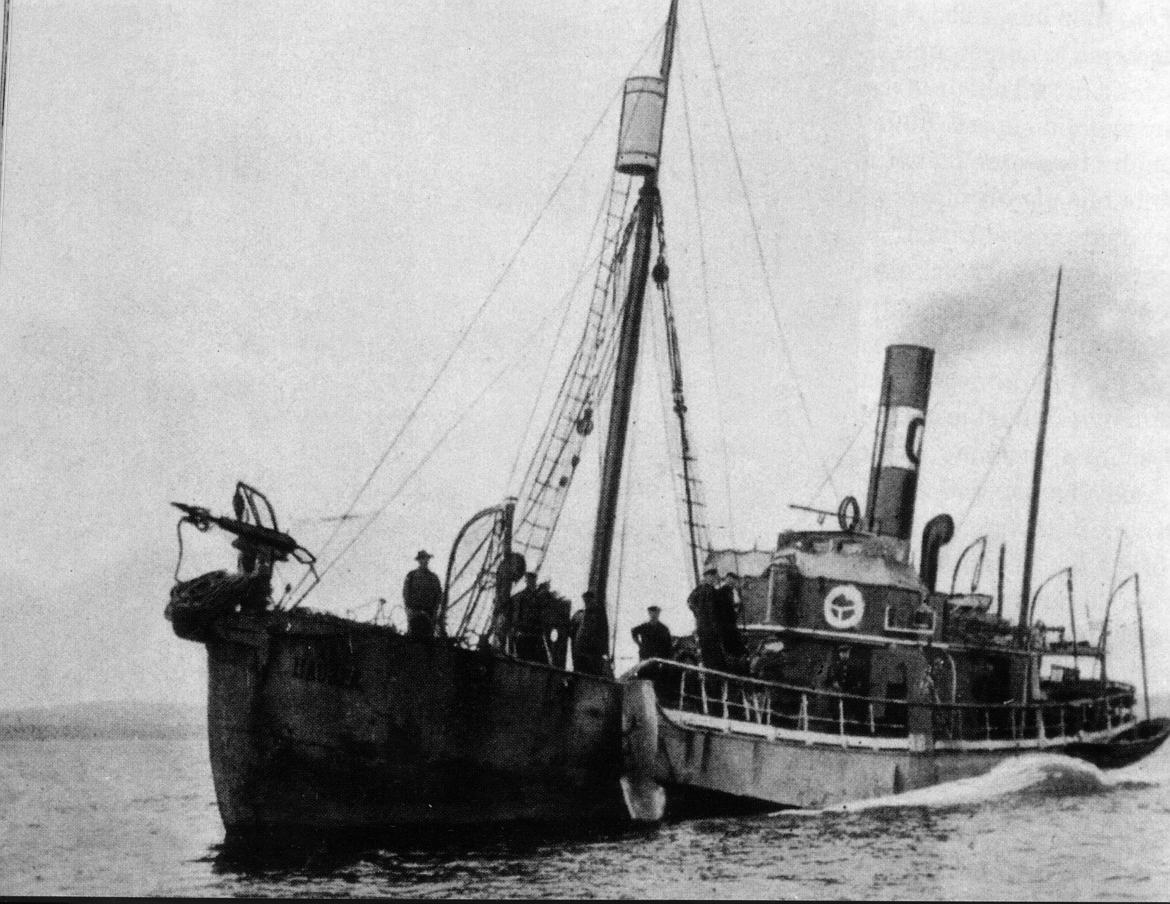
Walfänger um 1900, kleines Dampfschiff mit Harpunenkanone im Sankt-Lorenz-Strom

Um 1840 waren etwa 900 Fangschiffe unterwegs, die in fangstarken Jahren bis zu 10.000 Wale erlegten. Auf einem durchschnittlichen amerikanischen Walfänger im 19. Jahrhundert fuhren etwa 20 bis 30 Mann. Die Schiffe führten einschließlich Reserven bis zu sechs Boote mit sich. Normalerweise wurden bei der Jagd drei bis vier Boote gleichzeitig eingesetzt, die mit je sechs Seeleuten bemannt waren. Als Schiffswache ließ man bei der Jagd nur ein bis zwei Mann zurück. Auch „Facharbeiter“ wie Schiffskoch oder -zimmermann mussten zur Jagd in die Boote steigen und rudern. Der Speck der Wale wurde im 17. und frühen 18. Jahrhundert vorwiegend in Tranbrennereien an den Küsten Grönlands und Spitzbergens abgekocht und in Fässer abgefüllt. Eine normale Fangreise dauerte etwa zwei bis vier Jahre, je nach Ertrag und Haltbarkeit der Vorräte.
Durch die Harpunenkanone, die um 1863 auf einem norwegischen Walfangdampfer eingebaut wurde, wurde es möglich, auch die schnelleren Blau- und Finnwale zu jagen. Die Harpune trug an der Spitze einen Granatkopf. Die explodierende Granate tötete den Wal. Um 1935 verbesserte man dieses Gerät, die Harpunenleine leitete Strom, der das Tier betäubte. Infolge der Herstellung von Petroleum seit 1855, das über ähnliche Eigenschaften wie Waltran verfügt, kam der Fang in den Folgejahren fast zum Erliegen. Die Überbeanspruchung der Walpopulationen in Verbindung mit einer allgemeinen Überfischung der Nordmeere vergrößerte den massiven Rückgang der Walfangerträge, der regional bereits Anfang des 18. Jahrhunderts zu beobachten war.
Die Erfindung der Margarine führte zu einer Wiederbelebung des Walfangs, da Waltran essenzieller Bestandteil des Butter-Surrogats war. Da Waltran auch für die Herstellung des Nitroglycerins verwendet wurde, führte die Ende des 19. und zu Beginn des 20. Jahrhunderts einsetzende Aufrüstung zu einer stark erhöhten Nachfrage und in Folge zu einem weiteren Anstieg des Walfangs. Auf dem norwegischen Walfangschiff James Clark Ross wurde 1923 die Beute direkt auf dem Schiff verkocht und abgefüllt. Das gestaltete den Walfang deutlich effizienter. Weniger als zehn Jahre später waren die befangenen Blauwale bereits erheblich kleiner als die, die in den vorangegangenen Dekaden gefangen wurden. Heute vermutet man, dass es sich zu diesem Zeitpunkt bei der Hälfte der gefangenen Tiere um noch nicht geschlechtsreife Wale handelte. In den 1930er Jahren entstanden große Flotten, die mit Fabrikschiffen monatelang unterwegs waren. Von 1960 bis 1964 fielen den zumeist japanischen und sowjetischen Walfangflotten nicht weniger als 127.000 Pottwale zum Opfer.
In den 1930er-Jahren erkannte man, dass der Walbestand durch die starke Bejagung gefährdet war. 1930 und 1931 wurden 30.000 Blauwale getötet. Diese Zahl übertrifft die Anzahl der heute weltweit in den Ozeanen lebenden Blauwalpopulation. Der Völkerbund traf 1931 ein Abkommen zur Begrenzung des Walfangs, das 1935 in Kraft trat. Im gesamten 20. Jahrhundert wurden zirka drei Millionen Wale erlegt.
Der Walfang in japanischen Gewässern erreichte in den Jahren nach dem Zweiten Weltkrieg seinen Höhepunkt, als das Fleisch zur Versorgung der Not leidenden Bevölkerung gebraucht wurde; sonderlich angesehen war es allerdings nicht. Für die Jagd bis an den Rand der Ausrottung sind allerdings vorrangig einige europäische Nationen verantwortlich, deren Walfangstationen in der Antarktis bis in die 1960er-Jahre betrieben wurden, allerdings nahezu ausschließlich zum Zweck der Rohstoffgewinnung für die Industrie.

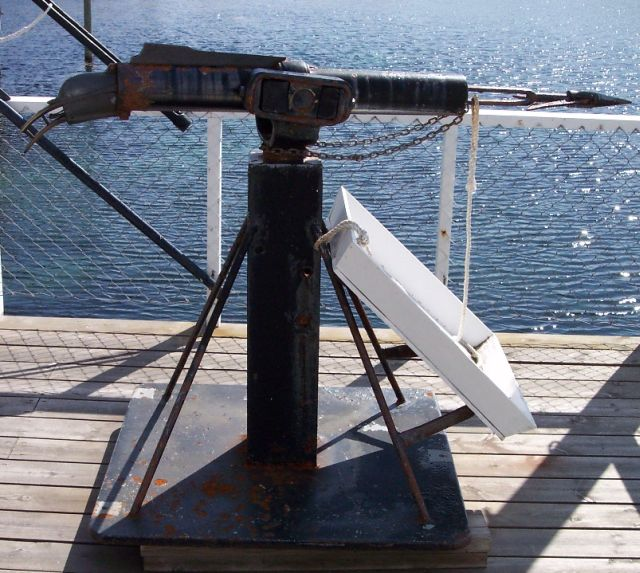
Moderne Walfangharpune

Im Nordatlantik wurden die großen Herden der Nordkaper, einer langsam schwimmenden und daher vom Walfang besonders gefährdeten Spezies, bis zum Anfang des 19. Jahrhunderts so stark dezimiert, dass sich eine Bejagung nicht mehr rentierte. Die Walfänger konzentrierten sich daraufhin auf den Pottwal und erlegten ihn in so großer Stückzahl, dass auch diese Art im Atlantik selten wurde. Nun gingen die Walfänger in den Pazifik und den Indischen Ozean. Dort fanden sie eine große Anzahl Südkaper, Pott-, Buckel- und später auch Grönlandwale.
Zu den als unjagbar geltenden Walarten gehörten die so genannten Furchenwale, darunter Blau-, Finn- und Seiwal. Aufgrund ihrer gegenüber den abgesetzten Ruderbooten größeren Geschwindigkeit konnten sie fliehen. Wenn es doch einmal gelang, einen Furchenwal zu erlegen, verlor dieser fast immer rasch seinen Auftrieb, ging unter und damit den Jägern verloren. Erst die Verwendung von mit Sprengladungen versehenen Harpunen, die den Tod des Tieres schneller herbeiführten, sowie der Einsatz von dampfbetriebenen und damit erheblich schnelleren Schiffen läuteten den Beginn des modernen Walfangs ein. Nach der Erlegung seitlich am Fangschiff verzurrt, wurde kontinuierlich Luft in den toten Körper gepumpt, um ihn am Sinken zu hindern. Um Zeit zu sparen und den Fangschiffen eine möglichst schnelle Wiederaufnahme ihrer Jagd zu ermöglichen, wurde die Weiterverarbeitung auf See zu so genannten Fabrikschiffen verlagert. Diese Spezialschiffe nahmen den Fang von den anlaufenden Jagdschiffen auf. Sie waren in der Lage, mehrere Dutzend Wale täglich zu verarbeiten.
Zwischen 1842 und 1846 kehrten die Walfänger mit dem Öl von rund 20.000 Pottwalen in ihren Laderäumen heim. Während des Zweiten Weltkriegs fiel die Fangziffer zwischen 1938 auf 1945 von ca. 57.000 Blau- und Finnwalen auf etwa 5.000.

### Walfang heute

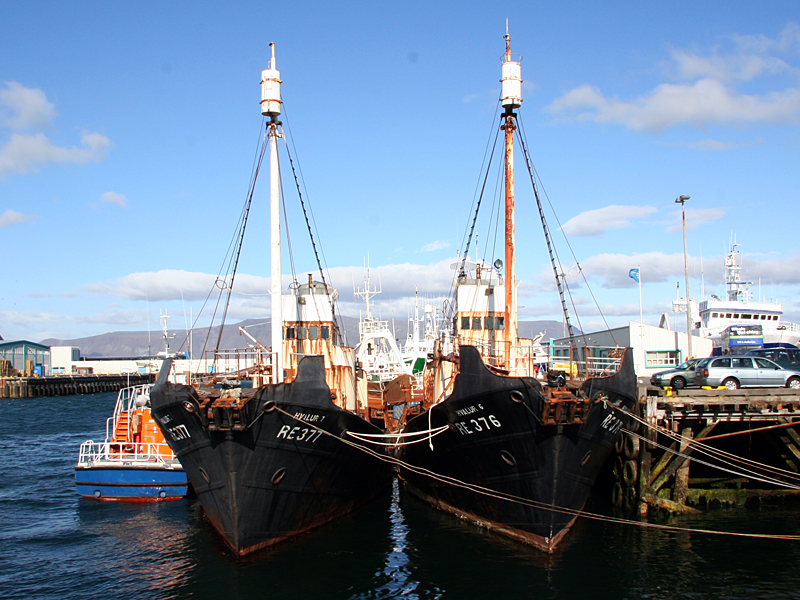
Die stillgelegten isländischen Walfangschiffe Hvalur 6 und Hvalur 7 im Hafen von Reykjavík

IWC-Staaten mit Walfangverbot (seit 1986)
IWC-Staaten mit indigenem Walfang
IWC-Staaten mit kommerziellem Walfang
Nicht-IWC-Staaten mit indigenem Walfang
Nicht-IWC-Staaten mit kommerziellem Walfang
Nicht-IWC-Staaten ohne Walfang

Der Walfang wird seit 1948 durch das Internationale Übereinkommen zur Regelung des Walfangs geregelt. Es werden unter anderem Fangquoten festgesetzt. Die Anpassungen der Quoten und Definition von Schutzzonen erfolgen durch die 1946 gegründete Internationale Walfangkommission (IWC).
Ende der 1960er Jahre erschien weltweit das Buch Grenzen des Wachstums des Club of Rome, das in Deutschland (Veröffentlichung 1972) die folgende Jugendgeneration stark beeinflusste und den Umweltgedanken und auch den Tierschutz im Allgemeinwissen der Bevölkerung verankerte.
Im Kapitel zur Technologie diente der Walfang als Beispiel für eine ungebremste Entwicklung:

„Die Geschichte des Walfangs zeigt in einem kleinen Bereich, was dabei herauskommt, wenn ein begrenzter Lebensraum immer stärker ausgebeutet wird. Die Walfänger haben einen Grenzwert nach dem andern erreicht und stets versucht, diese Begrenzungen durch den Einsatz noch größerer technologischer Hilfsmittel zu durchbrechen. Sie haben eine Walart nach der anderen ausgerottet. Das Endergebnis dieser Haltung, die Wachstum um jeden Preis verlangt, kann nur die totale Ausrottung aller Walarten und der Walfänger selbst sein.“

Die Wissenschaftler schrieben 1969: „Als Alternative bietet sich nur die Einhaltung einer von Menschen bestimmten Fangziffer, die den Walarten die Möglichkeit lässt, einen bestimmten Stand zu erhalten.“
Zuletzt wurden 1986 als sogenanntes Moratorium die Quoten für kommerziellen Walfang für alle Walarten und Jagdgebiete auf null gesetzt. Das Moratorium sollte zunächst bis 1990 gelten, wurde aber verlängert und gilt noch heute.
Das Moratorium bedeutet kein generelles Verbot des Walfangs. Es gibt bis heute drei Arten von Walfang auf Grundlage des Walfangabkommens:
- Walfang durch indigene Bevölkerung zum örtlichen Verbrauch. Staaten, in denen unter dieser Regelung von 1987 bis 2002 Walfang betrieben wurde†: Dänemark (Grönland), Kanada, Russland/Sowjetunion, Vereinigte Staaten, St. Vincent und die Grenadinen
- Staaten können eigenständig Sondergenehmigungen für Walfang zu wissenschaftlichen Zwecken erteilen. Das Internationale Übereinkommen zur Regelung des Walfangs schreibt vor, dass für solche Zwecke gefangene Wale so weit wie möglich verwertet werden. Staaten, die von 1987 bis 2002 derartige Genehmigungen erteilt haben†: Island, Japan, Südkorea
- Staaten, die Einspruch gegen das Moratorium erhoben haben und aufrechterhalten, sind nicht daran gebunden. Staaten, in denen von 1987 bis 2002 auf Grund eines Einspruchs Walfang betrieben wurde†: Japan (bis 1988), Norwegen

| \| \| \| Brydewal \| Buckelwal \| Finnwal \| Grauwal \| Grönlandwal \| Pottwal \| Seiwal \| Zwergwal \| \| Fänge \| Indigene Völker \| 0 \| 25 \| 219 \| 1685 \| 775 \| 0 \| 2 \| 2146 \| \| Fänge \| Wissenschaft \| 190 \| 0 \| 216 \| 0 \| 0 \| 18 \| 116 \| 6804 \| \| Fänge \| Einspruch* \| 317 \| 0 \| 0 \| 0 \| 0 \| 188 \| 0 \| 4877 \| \| geschätzte Population‡ \| geschätzte Population‡ \| 60000? \| 21570 \| 47300 \| ~26300 \| 8000 \| 360.000[8] \| 55000? \| 935000 \| | |          |           |         |         |             |         |        |          |
| | *Jagd auf Grundlage eines Einspruchs gegen das Moratorium ?Wert von der entsprechenden Seite der Wikipedia übernommen (bei Intervallen der Mittelwert) und nicht von der IWC-Seite ‡alle Gebiete sind zusammengefasst, der Fang beschränkt sich aber öfter auf geringere Gebiete. Zeitpunkte der Schätzungen sind unterschiedlich, frühestens aber 1980 Quelle: www.IWCoffice.org: |          |           |         |         |             |         |        |          |
| | | Brydewal | Buckelwal | Finnwal | Grauwal | Grönlandwal | Pottwal | Seiwal | Zwergwal |
| Fänge | Indigene Völker | 0        | 25        | 219     | 1685    | 775         | 0       | 2      | 2146     |
| Fänge | Wissenschaft | 190      | 0         | 216     | 0       | 0           | 18      | 116    | 6804     |
| Fänge | Einspruch* | 317      | 0         | 0       | 0       | 0           | 188     | 0      | 4877     |
| geschätzte Population‡ | geschätzte Population‡ | 60000?   | 21570     | 47300   | ~26300  | 8000        | 360.000 | 55000? | 935000   |

†: Die Angaben beruhen auf der Statistik der Internationalen Walfangkommission und umfassen nur den Walfang ausgewählter Arten durch die Mitglieder des Walfangabkommens. Nicht berücksichtigt ist z. B. der Grindwalfang auf den Färöern. (17.650 Tiere im Zeitraum 1987–2002 Grindadráp)
2006 deutete sich ein Sinneswandel in der Internationalen Walfangkommission an. Auf Betreiben Japans wurde bei der Tagung des IWC mit knapper Mehrheit eine Erklärung verabschiedet, in der der Fortbestand des Moratoriums als unnötig bezeichnet wird. Umweltschützer sahen in dieser Erklärung einen großen Rückschlag. Diese Resolution bedeutete aber nicht die Aufhebung des Walfangverbotes, da dafür eine Dreiviertelmehrheit in der IWC notwendig ist.
Bei der 59. Jahrestagung der Internationalen Walfangkommission (IWC) in Anchorage am 31. Mai 2007 wurde ein Beschluss, der das Moratorium aufgehoben hätte, mit 4:37 Stimmen abgelehnt; das Walfangverbot blieb somit bestehen. Japan, das seine Walfänge wie auch Island als wissenschaftlich tituliert, drohte mit einem Austritt aus der Kommission. Letztlich waren die neuen IWC-Mitglieder Zypern, Griechenland, Kroatien, Slowenien und Ecuador entscheidend für das klare Abstimmungsergebnis.
Abgesehen von der IWC gibt es seit einiger Zeit noch andere internationale Institutionen, die sich um den Schutz der Wale bemühen. Beispiele hierfür sind das Abkommen zur Erhaltung von Kleinwalen in der Nord- und Ostsee (Ascobans) und das Übereinkommen zum Schutz der Wale des Schwarzen Meeres, des Mittelmeeres und der angrenzenden Atlantischen Zonen (ACCOBAMS).
Ende 2018 wurde bekannt, dass Japan per 30. Juni 2019 aus der Internationalen Walfangkommission austritt.

## Walfang nach Ländern

### Deutschland
Der deutsche Walfang begann im Jahr 1644 in Hamburg. 1671 berichtete der Schiffsbarbier Friederich Martens über eine spitzbergische und grönländische Reise, seine Beschreibung wurde 1675 in Hamburg gedruckt und bis 1712 in verschiedene europäische Landessprachen übersetzt. 1675 gingen bereits 75 Hamburger Schiffe auf Grönlandfahrt, vor allem in den Gewässern bei Spitzbergen. Bis heute gibt es im Nordwesten Spitzbergens eine Hamburger Bucht. Nach Hamburg begann der benachbarte, damals zu Dänemark gehörige Lokalrivale Altona mit dem Aufbau einer Flotte. Vom kleinen Elbort Glückstadt aus startete 1671 das erste Schiff. 1685 wurde die erste Grönlandkompanie in Altona gegründet. Begünstigt durch dänische Prämien und Privilegien blühte diese Flotte auf und entwickelte um 1770 herum ihren Höhepunkt. Erst durch die englische Kontinentalblockade während der napoleonischen Kriege wurde diese ernsthaft geschädigt und konnte sich nicht erholen. Nach 1815 begannen auch kleinere Städte mit Elbzugang (Itzehoe, Brunsbüttel, Elmshorn an der Krückau, Uetersen) eigene Schiffe auszurüsten. Ihre Bemühungen aber, wie auch die aus den größeren Regionen, blieben sporadisch und konnten nicht mehr das Vorkriegsniveau erreichen.
Auf einem durchschnittlichen Walfänger arbeiteten etwa 40 bis 50 Personen. Die Schiffe führten sechs bis sieben Schaluppen mit sich, die mit je sechs Seeleuten bemannt waren. Zu den Schaluppengasten kamen noch einige nicht direkt am Fang beteiligte Personen: Koch, Schiffsjunge(n), Steuermann, Barbier. Letzterer fungierte als so genannter „Schiffsarzt“, wobei seine medizinische Qualifikation in vielen Fällen zweifelhaft blieb. Aufgrund der Mannschaftsgröße entfiel auf den einzelnen Matrosen weit weniger Arbeit als auf einem Handelsschiff. Die eigentliche Arbeit begann erst bei Jagdbeginn. Der Kommandant des Schiffes war meist auch als Harpunier registriert. Die weiteren Offiziere waren der Steuermann, der Speckschneider, der Speckschneidermaat, der Bootsmann, der Zimmermann, der Oberküper und der für das Stauen der Speckfässer zuständige Schiemann.
Insbesondere auf den nordfriesischen Inseln, vor allem ist hier Föhr zu nennen, arbeitete anfangs ein großer Teil der männlichen Bevölkerung auf Walfängern und erlangte so teils beträchtlichen Wohlstand, wie etwa der als „Glücklicher Matthias“ berühmte Föhrer Kapitän. Später verschob sich dieses Verhältnis. Den damaligen dänischen Staatsbürgern wurde das Anheuern auf ausländischen Schiffen verboten. Mehr Seeleute stammten danach aus den Elbmarschen. Zudem sanken im gesamten 19. Jahrhundert die Erträge und damit auch die Heuer der Seeleute. Die qualifizierten Nordfriesen wechselten zur Handelsschifffahrt, während die Walfahrer von der Unterelbe oft Landarbeiter waren, die sich im Frühsommer, der arbeitsärmsten Zeit der Landwirtschaft, als Saisonarbeiter einen Nebenverdienst sicherten.
Der von Deutschland aus im 19. Jahrhundert betriebene Walfang war nicht sonderlich effektiv; statt Walen wurden überwiegend Robben gefangen. Das mit über 50 Mann besetzte Schiff „Flora“ von Elmshorn brachte im Juli 1817 von seiner mehrmonatigen Fangreise 650 Robbenfelle mit, die sich als schwer verkäuflich erwiesen. Aus dem inzwischen zum Großteil angefaulten und an Land verkochten Speck dieser Robben wurden 50 Tonnen Tran gewonnen. Demgegenüber hatte das Schiff bei der Ausreise etwa 90 Tonnen Lebensmittel unterschiedlichster Variation geladen, darunter auch für damalige Verhältnisse kulinarisch hervorstechende Artikel wie Senf, Butter, Kaffee, Suppenkraut, Bier, Branntwein, Sirup etc.
Das Elmshorner Schiff Stadt Altona kehrte im August 1862 mit Speck und Fellen von 1500 Robben, 2 Walen und 3 Eisbären zurück. Der letzte Walfahrer von den Städten der Unterelbe startete 1872 von Elmshorn aus.
Man darf bei der Unausgewogenheit von Einsatz und Ertrag vermuten, dass kein massives ökonomisches Interesse hinter dem damaligen deutschen Walfang stand. Angesichts der vergleichsweise zahlreichen Mannschaft und deren guter Versorgung muss auch in Betracht gezogen werden, ob diese Unternehmungen mehr eine Art Jagdausflug aus dem eintönigen bäuerlichen Leben waren, der auch zur Erhöhung des Ansehens der Mannschaft beitrug.

#### Versuche eines Neubeginns ab 1900
Nachdem der steigende deutsche Bedarf an Walöl jahrzehntelang durch Norwegen gedeckt werden konnte, gab es 1903 einen ersten deutschen Versuch, sich wieder am Walfanggeschäft zu beteiligen. Die Reederei Germania Walfang- und Fischindustrie A.-G. in Hamburg, an der die Reederei Knöhr & Burchard beteiligt war, ging mit zwei Fangdampfern vor Island auf Walfang, gab aber das Unternehmen bald wegen geringer Rentabilität wieder auf. 1913–14 machte die Deutsch-Südwestafrikanische Walfang A.-G. einen neuen Anlauf und betrieb von der Walfischbucht aus Walfang, der jedoch kriegsbedingt eingestellt werden musste. Die Devisenknappheit nach dem Ersten Weltkrieg führte dazu, dass man in Deutschland als dem Hauptabnehmerland für Walöl (1930 wurden über 170.000 Tonnen Tran für über 90 Millionen Mark importiert) wieder über einen Einstieg in den Walfang nachdachte.

#### Der deutsche Walfang in den 1930er Jahren
Zu dieser Zeit wollte der norwegische Staat als der weltweit größte Produzent von Walöl ausländische Konkurrenz durch Verordnungen unterbinden, was bei weltweit wachsendem Bedarf zu einem starken Preisanstieg führte. Das damalige norwegische Walfanggesetz verbot Verkauf oder Vermietung von spezifischer Walfangausrüstung und der so genannte „Mannschaftsparagraf“ untersagte Norwegern auf ausländischen Walfängern anzuheuern. Der handelspolitische Druck Deutschlands wurde jedoch immer stärker und Norwegen konnte letztlich den deutschen Walfang nicht verhindern. Trotzdem betrug der Anteil norwegischer Besatzungsmitglieder auf den vier deutschen Walfangexpeditionen zunächst fast 39 %, sank in der folgenden Saison aber auf etwa 27 %. Der große Anteil Norweger ist darauf zurückzuführen, dass in Norwegen in den 1930er Jahren eine hohe Arbeitslosigkeit herrschte und die Arbeitsbedingungen in den deutschen Walfangreedereien besser waren. Es gelang Norwegen nicht den Bau deutscher Walfangschiffe zu verhindern. Ab 1937 betrieben zudem drei norwegische und ab 1938 eine britische Expedition für Deutschland Walfang. Norwegen verlor so in kurzer Zeit den wichtigsten Abnehmer von Walöl. 1938 bis 1939 fingen insgesamt sieben Fabrikschiffe mit 56 Fangbooten für Deutschland, das so zur drittgrößten Walfangnation aufstieg.
Zu den Pionieren des deutschen Walfangs nach dem Ersten Weltkrieg zählten die beiden Kapitäne Otto Kraul und Carl Kircheiß sowie der Unternehmer Walter Rau. Otto Kraul war einer der wenigen Deutschen, die mit dem modernen Walfang Erfahrung hatten. Er war Schütze und Fangleiter in Argentinien und auf Südgeorgien gewesen. Später arbeitete er für eine sowjetische Walfanggesellschaft, bevor er aus Deutschland den Auftrag bekam, mit der „Jan Wellem“ die erste Expedition in die Antarktis zu leiten. Initiiert war diese durch die Erste Deutsche Walfang-Gesellschaft mbH.
Carl Kircheiß war während des Ersten Weltkrieges Leutnant auf dem deutschen Hilfskreuzer Seeadler unter dem Kommando von Felix Graf von Luckner. Um 1931 nahm er an mehreren Reisen in die Antarktis und an der Westküste Amerikas teil und arbeitete auf einem norwegischen Walfangschiff. Er setzte sich in zahlreichen Vorträgen für den deutschen Walfang ein und bekam 1935 eine leitende Position in der Ersten Deutschen Walfang-Gesellschaft. Die Pläne eines eigenen deutschen Walfangs nahmen im März 1935 konkrete Formen an, als die Walter Rau Walfang AG am 5. März und in Wesermünde die Erste Deutsche Walfang-Gesellschaft mbH am 25. März 1935 gegründet wurden.
Vor allem fünf Gründe sprachen für einen eigenen deutschen Walfang: Zuvorderst stand das Autarkiebestreben der Nationalsozialisten, die hohe Abhängigkeit von Importen aus Norwegen zu reduzieren und gleichzeitig ein erhebliches Kostensparpotenzial bedingt durch verminderten Deviseneinsatz und Umgehung der norwegischen Preiserhöhung zu realisieren. Zudem konnte man so die Produktionsmengen ausweiten und die Arbeitslosigkeit reduzieren. Ein eigener Walfang wurde daher zu einem wichtigen Vorhaben im zweiten deutschen Vierjahresplan 1937–40, um die so genannte Fettlücke zu schließen.
Mit der Gründung der Walter Rau Walfang AG durch den niedersächsischen Ölmühlenbesitzer Walter Rau wollte dieser seine Wertschöpfungskette erweitern. Mit Unterstützung der deutschen Regierung ließ er das Walfangmutterschiff Walter Rau mit zunächst acht Fangschiffen (Rau I bis Rau VIII) bei der Deutschen Werft in Hamburg bauen.
Die Walter Rau war damals das weltweit am besten ausgestattete Walfangmutterschiff, das in der Saison 1937–38 erstmals zum Fang in die Antarktis auslief. Nach dem Zweiten Weltkrieg wurde das im Krieg beschädigte Schiff repariert und modernisiert und ging dann als Kriegserstattung 1948 an Norwegen. Es wurde von der „Kosmos A/S“ übernommen und auf den Namen Kosmos IV umgetauft. Sie wurde das letzte und einzige norwegische Fabrikschiff, das in der letzten norwegischen Fangsaison 1967–68 in der Antarktis Walfang betrieben hat. Das Schiff wurde später an Japan verkauft.
Das 1939 bei der Deschimag, Werft Seebeck Bremerhaven, gebaute Fangboot Rau IX ist heute nach über 30-jähriger Dienstzeit – zunächst im Krieg als U-Boot-Jäger, Vorpostenboot und Minenräumer, dann als Walfänger in Norwegen und Island – Museumsschiff des Deutschen Schifffahrtsmuseum Bremerhaven. Bemerkenswert ist insbesondere, dass das Schiff heute den Zustand als deutsches Walfangschiff repräsentiert, den es ursprünglich hatte haben sollen, aber de facto nie hatte, da das Schiff noch vor seinem ersten Einsatz als Walfangboot zum Hilfskriegsschiff umgebaut wurde.
Das Walfangfabrikschiff Unitas wurde 1936–37 für die „Deutsche Walfang-Gesellschaft Hamburg“ bei der AG Weser in Bremen gebaut. Seine Tonnage von 21.845 Bruttotonnen machte es zum weltgrößten vor dem Krieg. Die Fangboote Unitas I–VIII waren Kopien englischer Boote. 1945 wurde die Unitas als Kriegserstattung an England übergeben und auf den Namen Empire Victory umgetauft. Später wurde das Schiff an die „Union Whaling Company“ in Südafrika verkauft und auf den Namen Abraham Larsen (1950–57) umgetauft; 1957 ging sie nach Japan und bekam den Namen Nisshin Maru.
In der Saison 1936–37 fingen die norwegischen Fabrikschiffe C.A. Larsen und Skytteren das erste Mal nur auf deutsche Rechnung. Die deutsche Margarineindustrie gründete die „Margarine Rohstoff Beschaffungsgesellschaft“ (MRBG) und ging mit den beiden norwegischen Walfanggesellschaften eine Partnerschaft ein. Die Deutschen besaßen 40 % der Aktien in den Gesellschaften „A/S Blaahval“ und „A/S Finhval“, die C.A. Larsen und Skytteren betrieben.
1937 erwarb die deutsche „Ölmühlen Rohstoff GmbH“ in Berlin das norwegische Fabrikschiff Sydis und taufte es auf den Namen Südmeer um. Ein Jahr später kaufte das „Ölmühlen Walfang Konsortium“ das in England gebaute Fabrikschiff Vikingen und gab ihm den Namen Wikinger. Carl Kircheiss fuhr 1939 für 90 Tage als Kapitän auf der Wikinger.
Der Einsatz von vier Kochereien, nämlich C.A. Larsen, Skytteren, Südmeer und Wikinger, wurde von dem „Hamburger Walfang-Kontor GmbH“ koordiniert. Die Kochereien Jan Wellem, C.A. Larsen und Skytteren fingen drei Saisons für deutsche Reedereien (1936–37 bis 1938–39); Walter Rau, Unitas und Südmeer fingen in den Saisons 1937–38 und 1938–39 für Deutschland; die Wikinger nur in der Saison 1938–39.
Im Frühjahr 1939 endete der selbstständige deutsche Walfang. Insgesamt waren sieben deutsche Fangflotten in die Arktis und Antarktis ausgelaufen und hatten etwa 15.000 Tiere erjagt. Die deutsche Walfangflotte wurde umgebaut und für die Verwendung durch die Kriegsmarine wehrtechnisch ausgerüstet.

#### 1950er und 1960er
Ehemalige Mitarbeiter der Reichsstelle für Walforschung begleiteten in den frühen 1950er Jahren Fangreisen des mit über 600 deutschen Seeleuten bemannten, unter der Flagge Panamas fahrenden Walfangschiffs Olympic Challenger von Aristoteles Onassis, um die Möglichkeiten eines deutschen Wiedereinstiegs in den Walfang zu prüfen. Onassis’ Walfangexpeditionen erregten weltweit großes Aufsehen, da sie Wale ohne Rücksicht auf internationale Abkommen, Fangquoten, Mindestgröße der Tiere und Fanggebiete jagten. Das taten allerdings vermutlich auch Engländer, Japaner und Russen. Als Onassis aber 1954 drohte, den Öltransport von Saudi-Arabien in die USA zu monopolisieren, wurden deutsche Besatzungsmitglieder vom CIA mit hohen Summen bestochen, um die massiven Regelverstöße beim Walfang fotografisch und filmisch zu dokumentieren und so einen Vorwand zu erhalten, Onassis’ Walölladungen in Hamburg und Rotterdam zu beschlagnahmen und die Transportschiffe an die Kette zu legen. Leitende Mitarbeiter der Ersten Deutschen Walfang-Gesellschaft, darunter Dietrich Menke, die sich einen Wiedereinstieg in das Geschäft erhofften, beteiligten sich ebenso wie der norwegische Walfangverband, norwegische Gewerkschaften und die peruanische Regierung an diesen Operationen, die Onassis schädigen sollten, wo immer es möglich war. Peru brachte seine Fangschiffe sogar innerhalb ihrer mit Tolerierung der USA einseitig auf 200 Seemeilen ausgedehnten Hoheitsgewässer auf. Onassis gab daraufhin den Walfang auf. Die Erste Deutsche Walfang-Gesellschaft wurde 1956 aufgelöst.
Zu Beginn der 1960er Jahre arbeitete letztmals eine kleine Zahl deutscher Walfänger auf dem niederländischen Fangschiff Willem Barendsz.

### Norwegen
Norwegen hat sich gegen das Moratorium reserviert und bezeichnet sich daher als nicht an die Weisung gebunden. Das Land stellte zwischen 1988 und 1993 den Walfang zur Untersuchung der Bestände ein. Seither fängt Norwegen mehrere hundert Zwergwale jährlich, wobei die norwegische Regierung bestimmte Fangquoten festlegt. 2005 betrug die Quote 769 Wale, 639 Tiere wurden erlegt. Da sich die Quote jeweils aus der Quote des Vorjahres und der Differenz zwischen Quote und tatsächlichem Fang der beiden Vorjahre zusammensetzt, stieg die Quote für das Jahr 2006 auf 1052 Tiere.
Der Walfang spielt nur in einigen wenigen Regionen eine ökonomische Rolle. Auch der durchschnittliche Verbrauch in Norwegen ist gering. Wichtiger ist die ideologische Komponente: Der Walfang besitzt eine breite Unterstützung in der Bevölkerung und wird, solange es sich um die reichlich vorhandenen Zwergwale handelt, meist befürwortet. Im Jahr 2014 wurden 736 Zwergwale getötet. Für das Jahr 2017 wurde die Fangquote von 880 (2016) auf 999 Zwergwale und für 2018 erneut auf 1278 Tiere erhöht.

### Japan
In Japan werden Zwergwale vom Institute of Cetacean Research nach eigenen Angaben zu wissenschaftlichen Zwecken gejagt, was von Tierschutzorganisationen als Vorwand für kommerziellen Walfang bezeichnet wird. Entsprechend der Vorschrift zur weitestmöglichen Verwertung wird das Walfleisch anschließend verkauft; die Nachfrage nach Walfleisch ist in Japan jedoch gering und rückläufig. So stieg das eingelagerte Walfleisch von 1453 t im Jahr 1999 auf 5093 t im Dezember 2010. Schätzungen des WWF nehmen an, dass der japanische Staat den Walfang jährlich mit mehr als 10 Millionen Dollar subventioniert.
Im November 2007 entließ Japan trotz internationaler Proteste die Walfangflotte Nisshin Maru mit fünf Begleitschiffen in die Antarktis mit der Quote über 900 Wale zu fangen, darunter laut Nachrichtenagentur Kyodo News 850 Zwergwale (nicht gefährdet) und jeweils 50 Finn- und Buckelwale (davon Finnwal gefährdet). Einen Monat später gab Japan als Reaktion auf die scharfen internationalen Proteste bekannt, die Jagd auf Buckelwale auszusetzen, solange die Gespräche über eine Reform der IWC andauern. Tatsächlich erjagte die Flotte in der Saison 2007/2008 551 Zwergwale, 2008/2009 679 Zwergwale und einen Finnwal und 2009/2010 506 Zwergwale und einen Finnwal. Dabei blieb die Flotte auch aufgrund der Verfolgung durch die Umweltschutzorganisation Sea Shepherd Conservation Society unter der selbst geplanten Quote.
Anlässlich eines gegen zwei Greenpeace-Aktivisten im März 2010 in Japan geführten Prozesses signalisierte die neue japanische Regierung, dass sie im Streit um den Walfang einen Kompromiss suche und folgende Regelung vorschlage: Japan gibt den Walfang in fernen Meeresgebieten (insbesondere die Expeditionen in den Südpazifik) auf, dafür duldet die internationale Gemeinschaft, dass Japan in begrenztem Umfang an den eigenen Küsten Wale jagt – so wie es in Norwegen praktiziert wird.
2011 wurde die japanische Walfangexpedition in den Südpazifik aufgrund der Aktionen der amerikanischen Organisation Sea Shepherd vorzeitig abgebrochen. Statt der vorgesehenen Anzahl von 850 wurden nur 170 Wale getötet.
Am 31. März 2014 untersagte der Internationale Gerichtshof in Den Haag der japanischen Regierung, in der Antarktis weiterhin zu jagen. Als Begründung führte das Gericht an, der Walfang diene nicht der Wissenschaft, sondern lediglich dem Verkauf des Walfleischs zum Verzehr. Stattdessen setzt Japan den Walfang nun (in reduziertem Umfang) im Nordpazifik fort.
Japan legte im November 2014 einen überarbeiteten Plan vor. Ein Expertengremium der Internationalen Walfangkommission (IWC) bezeichnete im April 2015 das Programm zum wissenschaftlichen Walfang als nicht überzeugend.
Nach Angaben der IWC sind im Jahr 2017 462 Zwergwale und 134 Seiwale getötet worden. 2018 sind 333 Zwergwale, davon 122 trächtig, getötet worden.
Ende 2018 wurde bekannt, dass Japan per 30. Juni 2019 aus der Internationalen Walfangkommission austritt und den kommerziellen Walfang wieder aufnimmt. Das japanische Landwirtschaftsministerium legte daraufhin folgende Fangquoten für 2019 fest: 52 Minkwale, 150 Brydewale und 25 Seiwale. Japan will die Jagd zukünftig auf die eigenen territorialen Gewässer beschränken.
Für die Saison 2023 hat das japanische Fischereiministerium eine Quote von 167 Zwergwalen, 187 Brydewalen und 25 Seiwalen genehmigt.
Für die Saison 2024 wurde die Quote für die Jagd auf Zwergwale auf 142, für Brydewale auf 187, für Seiwale auf 25 und – erstmalig nach 48 Jahren – für Finnwale auf 59 Individuen festgelegt.

### Färöer
Eine alte Tradition auf den Färöern (49.179 Einwohner im Jahre 2015) ist der Grindwalfang für den Eigenbedarf.

### Island
In Island begann man 2003 wieder, Wale zu jagen und das Fleisch zu verkaufen. Naturschützer protestieren ebenso dagegen wie Tourismusbetriebe, die befürchten, dass die Wale scheuer würden und Walbeobachtung dann nicht mehr möglich wäre.
2006 beschloss Island, zusätzlich zum als wissenschaftlich eingestuften Walfang den kommerziellen Walfang wieder zuzulassen. 30 Zwergwale und 9 Finnwale durften trotz Protesten vor den Küsten gefangen werden.
Im Jahr 2014 wurden 137 Finnwale und 24 Zwergwale getötet. Im Jahr darauf bereits 155 Finnwale.
Im Februar 2016 kündigte der isländische Fischereiunternehmer Kristjan Loftsson an, in diesem Jahr keine Finnwale zu fangen. In einem Interview mit einer isländischen Zeitung begründete der einzige Finnwalfänger Islands seine Entscheidung mit den strengen Kontrollen im Absatzmarkt Japan. Die Artenschutzorganisation Pro Wildlife sieht jedoch als einen weiteren Grund an, dass das Geschäft für den Unternehmer unrentabel geworden sei, weil die Umschlaghäfen in der EU seit dem Jahr 2014 Zwischenstopps für Walfleischtransporte verweigern. Deshalb muss Loftsson das Fleisch über die Arktisroute verschiffen – das dauert wesentlich länger und erhöht die Kosten.
Nachdem in den Jahren 2019 bis 2021 die Fangsaison bereits ausgefallen war, stellte Anfang 2022 Islands Fischereiministerin Svandís Svavarsdóttir in Aussicht, die noch bis 2023 geltenden Fangquoten nicht mehr zu verlängern. Der Walfang sei ökonomisch nicht mehr lohnend. Trotzdem wurde im Juni 2024 erneut eine Fanglizenz für fünf weitere Jahre ausgestellt.

### Vereinigte Staaten
In den Vereinigten Staaten fangen nur die Makah-Indianer im Staat Washington heute noch Wale. Dem Stamm werden regelmäßig Fangquoten von der IWC erteilt. Im Jahr 1946 zählten die USA zu den ersten 42 Nationen, die in Washington, D.C. das Internationale Übereinkommen zur Regelung des Walfangs unterzeichneten. Ziel des völkerrechtlichen Vertrages ist ein dauerhaftes und vollständiges Verbot des kommerziellen Walfangs.

#### Eskimo
Die Eskimo-Kultur ist bis heute eine relativ einheitliche Jägerkultur, die bis Mitte des 20. Jahrhunderts vor allem auf der Jagd von Meeressäugern (Robben, Walrosse, Wale), aber auch von Landtieren (Karibus, Eisbären) basierte. In Alaska ist die Waljagd auch heute noch eine Komponente der Subsistenzwirtschaft. Wichtigste Jagdwaffe ist die Harpune, betrieben wird die Jagd von Kajaks aus, wobei die Harpunen mit einer langen Leine und schwimmfähigen Blasen versehen waren. Der Wal wurde früher mit möglichst vielen Harpunen harpuniert, bis er erschöpft genug war, um ihn mit den Kajaks zu erreichen und ihm den Todesstoß versetzen zu können.

### Südkorea
Die im Juni 2012 angekündigte Wiederaufnahme des „wissenschaftlichen Walfangs“ ab 2013 führte zu weltweiten Protesten. Die bis zum 3. Dezember 2012 laufende Antragsfrist ließ Südkorea aufgrund dieser Proteste verstreichen, so dass Südkorea 2013 nicht am Walfang beteiligt war.

### Russland und Sowjetunion
Eine besondere Rolle spielte der Walfang durch die Sowjetunion nach dem Zweiten Weltkrieg und eskalierte Anfang der 1960er Jahre. Erst in den 1990er Jahren wurde bekannt, dass die Sowjetunion systematisch falsche Zahlen für die Statistik der Internationalen Walfang-Kommission gemeldet hat. Nach heutigen Annahmen wurden rund 180.000 mehr Wale durch die sowjetischen Fangflotten erlegt als nach den offiziellen Zahlen. Damit ist die Sowjetunion nahezu alleine verantwortlich für den Bestandszusammenbruch des Buckelwals in den Gewässern um Australien. Erstaunlich ist die Tatsache, dass die Wale bis auf das Fett kaum genutzt wurden. Die Planwirtschaft sah ständig steigende Erträge jeder Sparte vor, also wurde gejagt, auch wenn kein ökonomischer Nutzen daraus zu ziehen war.
2018 wurde bekannt, dass bei Nachodka im äußersten Osten von Russland etwa 100 Wale in kleinen Becken im Meer gefangengehalten wurden. Firmen war von Behörden erlaubt worden, Wale für Lehrzwecke zu fangen. Wale wurden an chinesische Meeresparks verkauft. Im April 2019 wurde nach Protesten vereinbart, dass die Wale wieder ausgewildert werden.

### Äquatorialguinea
Unter dem Eindruck der amerikanischen Walfangpraxis begann die Bevölkerung der Insel Annobón in der zweiten Hälfte des 19. Jahrhunderts, von Kanus aus mit Harpunen und Speeren Buckelwalkälber zu bejagen. Das Fleisch diente der Selbstversorgung, das Jagen selbst nicht zuletzt als Statushandlung. Nachdem die Operationen moderner Fabrikschiffe im umliegenden Seegebiet in den 1950er Jahren zu einem drastischen Rückgang der Buckelwalbestände geführt hatten, konnten Annobonesen kaum mehr Kälber finden. Ob der annobonesische Walfang über die 1970er Jahre fortgesetzt wurde und womöglich bis heute praktiziert wird, ist aufgrund der repressiven Diktatur und Informationskontrolle in Äquatorialguinea unklar.
Ähnlich wie im Fall von Annobón hat sich auch die Bevölkerung von Bioko die amerikanische Walfangpraxis zeitweise zu eigen gemacht.

### Neuseeland
Die Geschichte des Walfangs in Neuseeland umfasst den Zeitraum vom späten 18. Jahrhundert bis 1965. Im Jahr 1831 gründeten die englischstämmigen Brüder Edward, George und Joseph Weller, die 1829 nach Sydney eingewandert waren, eine Walfangstation in Ōtākou in der Nähe des heutigen Dunedin auf der Südinsel Neuseelands, etwa siebzehn Jahre vor der ersten britischen Besiedlung Dunedins. Bei der Hundertjahrfeier 1931 erinnerte sich der neuseeländische Generalgouverneur Lord Bledisloe daran, dass die Weller-Brüder auf ihrer Reise nach Neuseeland „mit der Lucy Ann (der Bark der Weller-Brüder) eine große Menge an Rum und eine große Menge an Schießpulver mitgebracht hatten […]“.
Ab 1833 verkauften die Gebrüder Weller von ihrer Station in Otakou, die sie in Anlehnung an die lokale Māori-Aussprache „Otago“ genannt hatten, Proviant an Walfänger in Neuseeland. Ihre Angestellten wurden als „Wellermen“ bekannt. Im Gegensatz zum Walfang im Atlantik und im nördlichen Pazifik praktizierten die Walfänger in Neuseeland einen landgestützten Walfang, bei dem sie die Wal-Kadaver an Land verarbeiteten. Die Fischereiindustrie zog Walfänger mit den unterschiedlichsten Hintergründen nach Neuseeland, neben Briten auch amerikanische Ureinwohner, pazifische Inselbewohner und australische Ureinwohner. Die Walfänger waren auf gute Beziehungen zu den einheimischen Maori angewiesen. Hunderte von Mischehen zwischen Walfängern und einheimischen Maori wurden geschlossen. Edward Weller war zweimal mit Maori-Frauen verheiratet, was die Wellers mit einer der prominentesten lokalen Māori-Familien, den Ellisons, verband. Die Einnahmen aus dem Walfang ermöglichten den Maori, Produkte aus dem Ausland zu importieren.
In ihrer Blütezeit im Jahr 1834 produzierte die Otakou-Station 310 Tonnen Walöl pro Jahr und wurde zum Zentrum eines Netzwerks von sieben Stationen, die für die Wellers ein sehr profitables Unternehmen waren, das allein in Otago bis zu 85 Mitarbeiter beschäftigte. Von der Otakou-Basis aus verzweigten sich die Wellers in so unterschiedliche Branchen wie „Holz, Spieren, Flachs, Kartoffeln, Trockenfisch, Maori-Artefakte und sogar tätowierte Maori-Köpfe, die in Sydney sehr gefragt waren.“ Da die Kolonie Neuseeland erst 1840 ausgerufen wurde, wurden die Wellers als ausländische Händler behandelt und waren von ruinösen britischen Importzöllen auf Walöl betroffen.
Ab 1835, dem Jahr, in dem Joseph Weller in Otago starb, waren die Brüder von der Notwendigkeit überzeugt, die Station aufzugeben, auch wenn sie sich in massive Landkäufe in Neuseeland verstrickten, die sich bis 1840 auf über 1.200.000 Hektar beliefen. Der Erfolg der Weller-Brüder in der Walfangindustrie war flüchtig, und sie wurden 1840 für bankrott erklärt, nachdem ihre Versuche eines groß angelegten Landkaufs in New South Wales gescheitert waren. Die Otakou-Station wurde 1841 geschlossen. Im Jahr 1841 entschied der Court of Claims in New South Wales, dass die Landkäufe der Weller-Brüder in Neuseeland rechtlich ungültig waren, woraufhin die Wellers „unauffällig aus den Seiten der neuseeländischen Geschichte verschwanden“. Der Walfang von Neuseeland aus wurde bis in die 1960er Jahre fortgesetzt.

## Gejagte Wale
Pottwal: durchschnittlich 17 Meter lang und etwa 60 Tonnen schwer. Der männliche Pottwal ist fast doppelt so groß wie das Weibchen. Wegen seiner scheinbar unendlichen Zahl Anfang des 19. Jahrhunderts (möglicherweise ca. 1,5 Millionen Exemplare) hatte er in dieser Zeit die größte wirtschaftliche Bedeutung. Ein Tier erbrachte bis zu 7000 Liter Öl, welches zu hochwertigen technischen Ölen verarbeitet wurde, außerdem Walrat und Ambra. Er zählte damit zu den begehrtesten Arten.
Grönlandwal: Der bis zu 17 Meter lange und 85 Tonnen schwere, in der Arktis beheimatete Wal hat neben den längsten Barten eine Speckschicht von ca. 50 cm. Da die Barten so wertvoll waren, entsorgten die Walfänger die Kadaver oft, ohne sie abzuspecken. Der Grönlandwal ist sehr langsam und war daher vor allem in der Anfangszeit des Walfangs eine sehr willkommene Beute.
Südkaper, Nordkaper: Sein englischer Name ist „right whale“ (richtiger Wal), weil er sehr träge ist und an der Oberfläche schwimmt, wenn er tot ist. Er besitzt eine bis zu 40 cm dicke Fettschicht und hat bis zu zweieinhalb Meter lange Barten. Zudem liefert er mit bis zu 50 Tonnen Gewicht relativ viel Fleisch und war somit eine leichte und lohnende Beute.
Buckelwal: Der Buckelwal wird bis zu 13 Meter lang und erreicht ein Gewicht von bis zu 35 Tonnen. Er hat eine bis zu 65 cm dicke Speckschicht und war in den Küstenvorfeldern weit verbreitet. Er war bei den Walfängern wenig beliebt, da er nach dem Erlegen meist unterging.
Seiwale gehören zu den Bartenwalen (Mysticeti), die durch 600 bis 680 Barten statt der Zähne im Maul gekennzeichnet sind. Sie erreichen eine Durchschnittslänge von 12 bis 16 Metern und ein Gewicht von rund 20 bis 30 Tonnen. Die größten Tiere werden bis zu 20 Meter lang und 45 Tonnen schwer.
Finnwale waren bis zum Beginn des 20. Jahrhunderts aufgrund ihrer hohen Geschwindigkeit als Beute wenig attraktiv. Nach dem Rückgang der Blauwalbestände wurden sie jedoch zum Ersatz ebenfalls stark bejagt.
Der Blauwal kann bis zu 33,5 Meter Länge erreichen und bis zu 200 Tonnen wiegen.
Ein 27 Meter langes und 122 Tonnen schweres Tier wurde zerlegt und gewogen. Dabei ergaben sich folgende Einzelgewichte:
| Teile      | Masse in kg | Anteil an der Gesamtmasse in % | Ölausbeute in kg |
| ---------- | ----------- | ------------------------------ | ---------------- |
| Fleisch    | 56.440      | 46,3                           | 6.900            |
| Speck      | 25.650      | 21,0                           | 13.600           |
| Knochen    | 22.280      | 18,3                           | 7.200            |
| Zunge      | 3.160       | 2,6                            |                  |
| Lunge      | 1.230       | 1,1                            |                  |
| Herz       | 630         | 0,5                            |                  |
| Nieren     | 550         | 0,4                            |                  |
| Magen      | 410         | 0,3                            |                  |
| Leber      | 940         | 0,8                            |                  |
| Eingeweide | 1.560       | 1,3                            |                  |
| Barten     | 1.150       | 0,9                            |                  |
| Blut ca.   | 8.000       | 6,5                            |                  |
| Gesamt     | 122.000     | 100                            | 27.700           |

## Flotte
Ein klassischer Walfangkonvoi setzt sich i. d. R. aus mindestens zwei Schiffs- bzw. Bootstypen zusammen. Es gibt ein Mutterschiff (das meist gleichzeitig das Fabrikschiff ist), sowie mehrere, meist kleinere Fang- und Harpunierboote, die den Wal jagen und töten. Bei besonders großen oder modernen Flottenverbänden ist es nicht unüblich, dass diese von Versorgungsschiffen und Spähschiffen (die dem eigentlichen Verband vorausfahren, um die Wale frühzeitig zu sichten) begleitet werden.

## Die Jagd
Am Beispiel einer Blauwaljagd: Sobald ein Wal gesichtet wird (angezeigt durch den Ruf „Er bläst“ vom Ausguck), nimmt das Fangboot mit äußerster Kraft Kurs auf den Wal. In einer Entfernung von etwa einem Kilometer verringert es seine Geschwindigkeit auf langsame Fahrt. Der Harpunier studiert währenddessen die Eigenheiten des Tieres. Es gibt neugierige Wale. Ihnen wird Gelegenheit gegeben, ihre Neugierde zu befriedigen, bis sie, mit etwas Nachhilfe des Steuermanns, vor den Bug des Fangbootes geraten. Solange sie nicht beunruhigt werden, zeigen ausgewachsene Wale eine beachtliche Beständigkeit in ihrem Atemrhythmus und damit in ihrem Auftauchen. Der „Blas“ genannte Atemstrahl besteht aus Luft, die bei niedriger Außentemperatur kondensiert – und als Nebel sichtbar wird. Aus der Anzahl der aufsteigenden Blasen schließt der Harpunier auf die Dauer des Schwimmens unter Wasser und auf die mutmaßliche Stelle ihres Auftauchens. So sprechen Walfänger von einem „Acht-Minuten-Wal“ oder von einem „Neun-Minuten-Wal“. In Bedrängnis können Wale den Atem beträchtlich länger anhalten, bis zu einer halben Stunde und Pottwale bis zu einer Stunde. Größere Anstrengungen zwingen sie jedoch zu häufigerem Auftauchen. Bleibt ein Blauwal ungewöhnlich lange unter Wasser und kommt er jedes Mal in Abständen von 500 bis 1000 Meter Abstand vom Fangboot hoch, handelt es sich meist um ein schon öfter gejagtes, älteres Tier. Blauwale, die sich verfolgt fühlen, werden unruhig. Das Tier bewegt sich dann mit wechselndem Tempo und Richtungsänderungen vom Fangboot weg. Wann und wo es auftauchen wird, ist nicht vorauszusehen. Während der Verfolgung durchlaufen die Fangboote die ganze Geschwindigkeits-Skala von äußerster Kraft voraus bis ganz langsame Fahrt. Die Fangboote müssen mindestens auf eine Entfernung von 20 Meter an den Wal herankommen, um die Harpune richtig ansetzen zu können. Geduldiges Anschleichen ist deshalb die weit verbreitete Jagdtaktik. Dies ist – wenn überhaupt – sehr schwer erlernbar und weit wichtiger als das Werfen der Harpune. Sie ist das Ergebnis von jahrelanger Erfahrung und Einfühlungsvermögen in das individuelle Verhalten des Wales. Der Harpunier muss über die Strömungsverhältnisse vor Ort, das Verhalten von Zweier- oder Dreiergruppen und die Taktiken erfahrener Einzelgänger Bescheid wissen.

### Harpunen
Im Bild von oben nach unten: Die doppelflügige Harpune oder Bartharpune gehörte zur Standardausrüstung der Walfänger, bis sich etwa 1840 die einflügige durchsetzte, die tiefer eindringt und weniger leicht abfällt. Eine weitere Verbesserung brachte der 1848 erfundene Spannagel. Wie eine Nadel dringt er ein und verzahnt sich durch einen sich querstellenden Widerhaken. Mit der Stoßlanze wird dem Wal der Todesstoß versetzt. Die seit 1860 verwendete Stachelpistole enthält eine Sprengladung, welche einen zweiten Pfeil verschießt.

### Verlauf des Abflensens
Ein erlegter Wal wurde mit dem Kopf nach achtern an der Steuerbordseite mit einer schweren Kette festgemacht. Ein Gerüst, die Flensstelling, wurde heruntergefiert und über dem Wal in Stellung gebracht. Auf diesem Gerüst standen die Flenser, um den Speck abzuflensen. Als Werkzeuge dienten bis zu sechs Meter lange Speckmesser, Fischhaken, Piken, Speckhaken und Speckgabeln. Durch leichte Fahrt unter geminderten Segeln wurde der Wal dabei auf Grund der Strömung des Wassers dicht an die Bordwand gedrückt.
Ein Seemann mit einem Affentamp (Sicherungsleine) sprang auf den Wal, um einen Haken zu befestigen. An diesem Haken wurde das erste Decksstück, das die Flenser abschälten, hochgehievt.
Auf der Flensstelling stehend, trennten die Flenser den mit Zähnen besetzten Unterkiefer vom Wal. Dazu wurde der Wal zuvor auf den Rücken gedreht. Anschließend wurde das Rückgrat des Wales durchtrennt. Dieses Stück ließ man dann achteraus sacken, bis die Seeleute mit dem Abspecken fertig waren. Nachdem bei Pottwalen der Kopf abgetrennt war, hievte man diesen in die Höhe des Decks, um aus der Melone den sogenannten Walrat abzuschöpfen.
Während das letzte Decksstück hochgehievt wurde, suchten die Flenser mit Messern tief im Inneren des Wales nach Ambra, einem Stoff, der sich manchmal im Darm des Wales ansetzt und mehr wert war als sein Gewicht in Gold. Ambra wurde in der Parfümherstellung hochgeschätzt, es ist nur bei Pottwalen zu finden. Es war so selten, dass man in den Jahren 1836 bis 1880 insgesamt kaum mehr als eine Tonne davon fand.
Unter Deck wurden die Decksstücke in kleinere Teile, die sogenannten Vinken getrennt. Danach wurden die Vinken weiter in dünne Scheiben (Bibelblätter) geschnitten, die dann in den Trankesseln besonders schnell schmolzen.

### Logbücher der Walfänger
Langeweile und Enttäuschungen gehörten zum täglichen Brot des Walfängers und nirgendwo fanden die Gefühle deutlicheren Niederschlag als in den Logbüchern der Walfänger. Diese Logbücher wurden traditionell mit Walbildern verziert, die mit selbstgemachten Stempeln eingetragen wurden. Auf den Walfängern oblag es dem ersten Steuermann, ⁣⁣das Logbuch zu führen. So stempelte der Steuermann der William Baker am 21. November 1838 einen Wal mit dem Kopf nach oben in das Logbuch und beschrieb dabei, dass die Besatzung mehrere Nordkaper gesichtet hatte. Neben den Wal schrieb er „S.B.B. 55 bbs“ – Steuerbordbug-Boot, 55 Fass Öl – und malte noch auf, wie der Wal harpuniert wurde. Die übrigen Stempel und Eintragungen berichten von einer langen Pechsträhne. Der Stempel, der einen halben Wal zeigt, dessen Fluke nach oben zeigt, bedeutet, dass der Wal gejagt wurde, aber entkam. Ein Walkopf bedeutete, dass der Wal harpuniert wurde, aber entkam. Unter dem 24. November zeichnet er einen ganzen Wal mit dem Kopf nach unten, dies bedeutet, dass der Wal erlegt wurde, aber unterging, bevor er am Schiff festgemacht werden konnte. Bei den Tieren mit den langen Schnauzen handelt es sich um Tümmler, die zu Nahrungszwecken gejagt wurden. Am 28. November ist dargestellt, wie ein Fangboot von einem harpunierten Wal zertrümmert wurde.
Viele Walfänger hatten einen Satz Stempel, die aus Holz oder Walbein angefertigt waren und in stilisierter Form Wal, Tümmler, Grindwale und Schildkröten darstellten.
Die United States Navy wollte Einblick in die Logbücher der Walfänger nehmen, um Informationen über die Winde und Strömungen zu erhalten. Um diese Informationen zu erhalten, musste der amerikanische Marineoffizier Matthew Fontaine Maury den Walfängern versprechen, eine Seekarte anzufertigen, in der eine Aufstellung aller gesichteten Wale eingezeichnet war. Diese Seekarte wurde 1851 herausgeben.
Einige Abbildungen aus den Logbüchern von Walfängern:
- Ausschnitt aus einem Logbuch eines Walfängers
- Ausschnitt aus einem Logbuch eines Walfängers
- Stempel, mit denen die Logbücher verziert wurden
- Ausschnitt der Walkarte von 1851

## Fanggebiete

### Grönlandfahrt
Im Jahre 1596 entdeckte der Holländer Willem Barents die Inselgruppe Spitzbergen und damit ein Jagdgebiet mit zahlreichen Robben, Walen und anderen Tieren. Engländer und Holländer errichteten 15 Jahre später die ersten Stationen auf Spitzbergen, das sie damals noch für den Osten Grönlands hielten. Von diesen Stationen wurde Küstenwalfang betrieben und man nannte diese Art der Jagd Baienfischerei und die dorthin unternommenen Fahrten Grönlandfahrt. Man jagte zu dieser Zeit hauptsächlich den Grönlandwal (Beiname: Goldminen des Nordens). Während der Blütezeit der Grönlandfahrt war die jährliche Gesamtbeute aller beteiligten Schiffe 1500 bis 2000 Wale. Diese teilten sich von 1770 bis 1779 im Durchschnitt 130 holländische, 70 englische und 45 deutsche Schiffe. Hamburg erreichte seine höchste Beteiligung 1675 mit 83 Schiffen, Bremen 1723 mit 25, Altona 1769 mit 18, Glückstadt 1818 mit 17, Emden 1660 mit 15 und Flensburg 1847 mit 9 Schiffen.

### Schlammloch-Walfang
Der Lebenszyklus der Grauwale wurde bis zur Mitte des 19. Jahrhunderts kaum gestört, da ein Grauwal viel weniger Öl liefert als ein Pottwal oder Grönlandwal. Längs ihrer Wanderrouten wurden die Grauwale nur von Eskimos und Indianern gejagt. Die ersten Versuche, den Grauwal zu erlegen, unternahm man in leicht zugänglichen Lagunen, z. B. in der Bahia Magdalena, die im südlichen Teil der Halbinsel Niederkalifornien liegt. Die Walfänger mussten feststellen, dass ein in die Enge getriebener Grauwal noch wilder und gefährlicher kämpfen konnte als ein Pottwal. Die Grauwale zeichnen sich durch Wachsamkeit und Schläue aus sowie durch die Fähigkeit, die Untiefen der Lagunen zu ihrem Vorteil zu nutzen. Diese Art des Walfangs bekam den Beinamen Schlammloch-Walfang, und der Grauwal erwarb sich durch seinen Kampfgeist den Beinamen Teufelswal.
Zeitzeugen: Aussage eines Steuermanns zu seinem Kapitän, festgehalten im Logbuch des Kapitäns: Ich bin zu See gegangen, um Walfänger zu werden. Ich habe mir nicht vorgestellt, dass man mich in einen Ententeich schicken würde, um die Jagd auf Tümpelhyänen zu machen. Sagen Sie, was Sie wollen, Käpt’n, diese Viecher sind überhaupt keine Wale. Was es denn seiner Meinung nach für Tiere wären, wollte der Kapitän wissen. Also wenn Sie mich fragen, das sind Kreuzungen zwischen Seeschlange und Krokodilen.
Logbuchauszug des Walfängers Boston nach der Jagd auf den Grauwal: Zwei Boote vollständig zerstört, während bei anderen Fangbooten bis zu 15-mal an verschiedenen Stellen eingeschlagen wurde. Von den 18 Mann, die sie befehligten und bemannten, wurden sechs übel zugerichtet, einer hat beide Beine, ein anderer drei Rippen gebrochen, und ein anderer hat so schwere innere Verletzungen davongetragen, dass er für den Rest seines Lebens keinen Dienst tun kann. All diese Unglücksfälle geschahen, ehe wir auch nur einen einzigen Wal erlegt hatten.

### Waljagd entlang der ost-pazifischen Küste
Auf ihrer alljährlichen Wanderung kamen die Grauwale entlang der kalifornischen Küste, so dass einige Walfänger im 19. Jahrhundert ihnen dort nachstellten. Ein ehemaliger Kapitän namens J. P. Davenport errichtete 1854 in Monterey die erste kalifornische Küstenstation mit Kocherei und Lagerhäusern. Davenport und seine Leute produzierten bald jährlich 1000 Fass Öl. Ende der 1860er waren es dann schon 16 Walfangstationen die die Pazifikküste, von Half Moon Bay bei San Francisco bis hinunter nach Niederkalifornien. Zu den Companies, wie sie genannt wurden, gehörten jeweils ein Kapitän, ein Steuermann, zwei Harpuniere und ein Dutzend Seeleute als Mannschaft für zwei Fangboote.
Mit einem Harpunengewehr für den ersten Schuss auf den Wal und mit einer Bombenlanze zum Töten des Wales hatten die Mannschaften der Fangboote meist leichtes Spiel. Den Kadaver schleppten sie an Land. Da diese Stationen ohne hohen Aufwand – etwa ein ausgerüstetes Walfangschiff – auskamen, erzielten sie anfangs außergewöhnlich hohe Gewinne. Manche Stationen landeten jährlich 25 Wale an, was etwa der Ausbeute eines Walfangschiffes entsprach. In den ersten 22 Jahren ihres Bestehens erlegten diese Walfangstationen 2160 Grauwale und 800 Buckelwale und sonstige Wale.
Der Küstenwalfang brachte auch Probleme mit sich. Manchmal mussten die Fangboote bis zu 10 Seemeilen hinausfahren, um die wandernden Walherden zu finden. Dabei konnten sie die erlegten Wale nicht an Land bringen. Circa 20 Prozent der von den Küstenmannschaften erlegten Wale gingen verloren, weil schlechtes Wetter herrschte oder die Wale während des Anlandschleppens untergingen. Die Blütezeit dieser Stationen dauerte nur 30 Jahre. In dieser Zeit dezimierten die Stationen die Bestände der kalifornischen Grauwale stark.
Ein bekanntes historisches Denkmal des Walfangs auf Vancouver Island, Kanada, ist der Wal-Schrein von Yuquot, der sich zurzeit in New York befindet. Er erinnert daran, dass der Walfang dort eine sehr hohe kulturelle Bedeutung hatte, wegen der grundlegenden Nahrungsversorgung für alle, und weil durch die Rolle beim Fang die gesamte Gesellschaft gegliedert wurde, insbesondere wurden der Häuptling und seine Sippe hervorgehoben. Dort wurde der Fang vor- und nachher durch Zeremonien begleitet, die keineswegs fehlen durften.

### Grindadráp
Das Grindadráp ist der Grindwalfang auf den Färöern. Für die meisten Färinger gehört es zu ihrer Geschichte und zum selbstverständlichen Nahrungserwerb auf subsistenzwirtschaftlicher Grundlage mit starken gesetzlichen Reglementierungen.

### Nantucket
Nantucket ist eine etwa 90 km² große Insel südlich von Cape Cod vor der Nordost-Küste der USA. Zugleich bildet sie auch das Nantucket County in Massachusetts. Die gleichnamige Stadt und Insel wurden vor allem durch den von dort im 18. Jahrhundert ausgehenden Walfang bekannt.
Vor ihrer Entdeckung 1602 durch den englischen Kapitän Bartholomew Gosnold bevölkerten ca. 3000 Menschen des indianischen Stammes der Wampanoag die Insel.
1641 erfolgte eine Besitznahme durch Thomas Mayhew, der auf Nantucket bis 1659 Schafe weiden ließ.
Nachdem angespülte Kadaver von Walen zuvor schon zu Tran verarbeitet worden waren, begann um 1690 die Jagd auf Wale mit kleinen Booten in Küstennähe. Nachdem im Kopf von Pottwalen Walrat und dessen Wert entdeckt worden war, dehnte man die Waljagd ab 1715 auf den Hochseebereich aus.
Die weitgehend auf Pottwale spezialisierte typische Fangreise Nantucketer Walfänger gegen Ende des 18. Jahrhunderts führte aus dem Nordatlantik um Kap Hoorn herum in den Pazifik bis vor die japanische Küste und dauerte zwei bis vier Jahre.
Die Wirtschaft der Insel wandte sich seitdem zunehmend dem Handel mit Tran und Walrat sowie dem Bau und Unterhalt der Walfangschiffe und ihrer Besatzungen zu. Die Stadt Nantucket nahm dabei einen enormen wirtschaftlichen Aufschwung und war vom frühen 18. Jahrhundert bis etwa 1830 die „Walfang-Hauptstadt“ der Welt.
Weltweite Erdöl-Funde ab 1830 beeinträchtigten den Absatz von Tran als Schmiermittel und Lampenbrennstoff und leiteten den Niedergang der Nantucket-Ökonomie ein. Beschleunigt wurde dies durch immer längere Fangreisen durch leergejagte Meere. Die bekannten „Nantucket-Untiefen“ vor dem Hafen behinderten zudem die größer werdenden Walfangschiffe, die daher in die benachbarten Häfen New Bedford und Salem (Massachusetts) mit ihren direkten Eisenbahn-Anschlüssen auswichen.
Nantucket ist heute ein Seebad und Erholungsort.
Dem Walfang in Nantucket setzten die Autoren Edgar Allan Poe in seinem Roman The Narrative of Arthur Gordon Pym of Nantucket und Herman Melville in Moby-Dick Denkmäler.

### Einteilung der antarktischen Fanggebiete
Vom Ende des Frühjahrs bis zum Herbst sind die Gewässer in recht unterschiedlicher Dichte von Walen bevölkert, die dort Krill weiden.
Das Südliche Eismeer ist in sechs Fanggebiete unterteilt.
Das Fanggebiet I umfasst einen Teil des südlichen Pazifik vom 90° West bis 60° West. Innerhalb dieses Gebiets wurde Walfang jedoch nur in einem relativ kleinen Bereich um die Südlichen Shetlandinseln herum betrieben.
Das Fanggebiet II bezeichnet das Weddell-Meer von 60° West bis 0°. Hier wurde meist um die Bouvetinsel und die südlichen Sandwich-Inseln herum gejagt. Im Weddel-Meer sind Wale und Krill wegen des kalten Wassers selten.
Das Fanggebiet III schließt sich an die Bouvetinseln an und erstreckt sich bis 70° Ost bis zu den Kerguelen. Der Fang beginnt bei den Bouvetinseln und folgt im Laufe des Sommers der sich zurückziehenden Eiskante nach Osten bis in die Gegend von Enderby-Land.
Das Fanggebiet IV erstreckt sich von 70° bis 130° Ost. Die Jagd beginnt bei den Kerguelen und führt entlang der Eiskante zwischen den Länden 90° bis 110° Ost.
Das Fanggebiet V umfasst den Bereich von 130° Ost bis 170° West und damit einen Großteil des Rossmeeres. Für die europäischen Fangflotten war dieses Gebiet zu weit abgelegen, so dass sich hier hauptsächlich japanische und russische Fangflotten aufhielten, da für sie die Anfahrt kürzer ist. Hier wurde um die Balleny-Inseln bis 160° Ost gejagt.
Das Fanggebiet VI entspricht dem pazifischen Bereich des südlichen Eismeeres und erstreckt sich von 170° bis 90° West.
Mit sieben im 20. Jahrhundert genutzten Fangstationen entwickelte sich Südgeorgien zum Zentrum des Walfanges im antarktischen Raum, dessen Bedeutung allerdings nach der Einführung der Walfangflottillen mit ihren schwimmenden Kochereien deutlich zurückging.
Die südlichste je genutzte Walfangstation befand sich auf Deception Island.

## Berühmtheiten, im Zusammenhang mit Walfang

### Personen
- Der spätere niederländische Admiral Michiel de Ruyter fuhr als junger Steuermann auf mehreren Fahrten auf dem Walfänger De Groene Leeuw nach Grönland und Spitzbergen. Später eignerte er selbst ein Walfangschiff.
- George Pollard, Schiffsführer der von einem Wal 1820 gerammten und gesunkenen Essex, verlor zwei Jahre später abermals als Schiffsführer den Walfänger Two Brothers durch Strandung auf einem Riff vor Hawaii.

### Einzelne Wale
- Mocha Dick war ein männlicher Pottwal mit eher grauer als brauner Haut und einer weißen Narbe auf seinem enormen Kopf. Seinen Namen verdankt er seiner ersten Begegnung mit Walfängern um 1810 nahe der Insel Mocha vor der chilenischen Küste. Herman Melville hat ihn als Moby Dick unsterblich gemacht. Aber auch in der Realität konnte Mocha Dick nie von den Walfängern aus Nantucket gefangen werden (ein schwedischer Walfänger hat ihn angeblich 1859 erlegt), obwohl ihn die internationale Presse zusammen mit anderen attackierenden großen weißen Männchen wie Spotted Tom, Shy Jack, Ugly Jim und Fighting Joe zu „Terroristen der See“ qualifiziert hatte und auf sie hohe Kopfgelder ausgesetzt wurden. Als weitere „unerlegbare“ Wale wurden bekannt: Don Miguel, Morquan, Timor Jack „…der weiß wie ein Eisberg ist…“, Ugly Jack und New Zealand Tom.

### Schiffe
- Als erfolgreichstes Walfangschiff ihrer Zeit gilt die Lagoda der New Bedforder Walfang-Reederei.
- Die Essex (1820) von Nantucket ist der bekannteste Fall eines von einem Wal angegriffenen und versenkten Walfangschiffes.
- Die 1841 gebaute Charles W. Morgan ist das einzige erhaltene hölzerne Walfangsegelschiff seiner Zeit in der Welt. Es ist im Museumshafen von Mystic Seaport aufgelegt.

## Darstellungen des Walfangs

### Motiv in der Literatur
Die berühmteste literarische Darstellung des Walfangs ist Herman Melvilles Moby Dick, in der der besessene Kapitän Ahab einen weißen Pottwal zur Strecke zu bringen versucht, der ihm Jahre zuvor ein Bein abgerissen hat.
Eine weitere Geschichte um den Walfang erzählt Hammond Innes in The White South (1949, dt. von Arno Schmidt unter dem Titel Der weiße Süden).

### Eine Walfangreise auf einem Panorama
Als Vorläufer des Kinos war das Panorama eine weitverbreitete Art der Darstellung historischer Ereignisse und ferner Länder. Die Bilder befanden sich auf einer riesigen Leinwandrolle, die Szene um Szene auf einer Bühne abgerollt wurde, während ein Erzähler die Handlung erläuterte. Berühmte Panoramen waren z. B. Die Schlacht von Gettysburg und der Brand von Moskau. Unübertroffen war jedoch das von der Firma Purrington & Russels hergestellte Walfangepos. Benjamin Russel, der das Malen als Autodidakt gelernt hatte, war 1841 an Bord des Walfängers Kutusoff gegangen und hatte drei Jahre lang Skizzen für seine Walfangsaga gemacht. Zu Hause beauftragte er den Anstreicher Caleb Purrington damit, das Opus auf Leinwand zu übertragen. Dieses Panorama hatte nach Fertigstellung eine Länge von 400 Meter. „Man darf ohne Übertragung sagen“, schrieb der Historiker Samuel Eliot Morison später, „dass es ein bildliches Gegenstück zu Herman Melvilles Klassiker Moby Dick ist“.